# Hou Yuzhuo
Hou Yuzhuo (Hebei, 14 de novembro de 1987) é uma taekwondista chinesa.
Hou Yuzhuo competiu nos Jogos Olímpicos de 2012, na qual conquistou a medalha de prata.